# Blai Mallarach
Blai Mallarach Güell, född 21 augusti 1987 i Olot, Girona, är en spansk vattenpolospelare. Han ingick i Spaniens landslag vid olympiska sommarspelen 2012, 2016 och 2020. 
Mallarach spelade åtta matcher och gjorde åtta mål i herrarnas turnering i vattenpolo vid olympiska sommarspelen 2012.
Mallarach tog VM-silver för Spanien i samband med världsmästerskapen i simsport 2009 i Rom.